# Mariánské hodinky

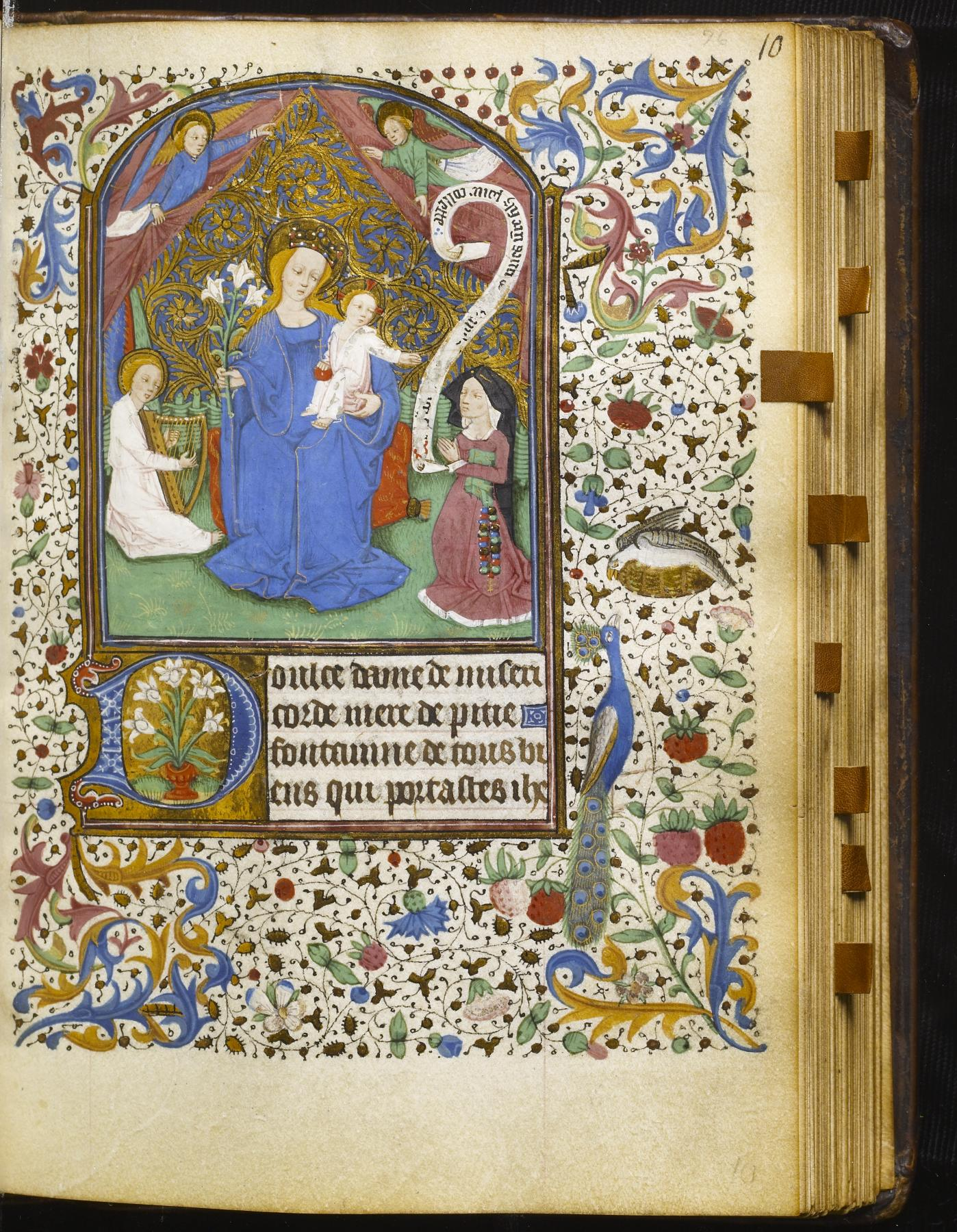
Iluminace v Mariánských hodinkách (francouzský rukopis, asi 1460)

Mariánské hodinky (plným názvem Malé hodinky k Panně Marii, latinsky Officium parvum Beatae Mariae Virginis apod.) je římskokatolická modlitba, strukturovaná na sedm denních částí (matutinum, laudy, primu, tercii, sextu, nonu, nešpory a kompletář) po vzoru denní modlitby církve.

## Historie
Modlitba vznikla v polovině 8. století v prostředí italských benediktinů, v průběhu staletí se rychle rozšířila a také rozrůzňovala. 

## Struktura
Každá hodinka začínala modlitbou Zdrávas Maria a Sláva Otci, následoval hymnus, několik žalmů, biblický úryvek a modlitba. Jak už název napovídá, biblické texty a hymny byly zaměřeny na osobu Panny Marie. Součástí mariánských hodinek byl například hymnus Zdrávas, hvězdo mořská, který se zpíval nebo recitoval při nešporách.
Od denní modlitby církve se liší především menším rozsahem a minimálním (či vůbec žádným) množstvím proměnlivých částí – zatímco denní modlitba církve obsahuje modlitby a čtení zvlášť na každý den, mariánské hodinky jsou víceméně neměnné. Svým obsahem se podobají společné části denní modlitby církve na mariánské svátky.

## Užití
Modlitba vznikla jako doplněk či náhrada denní modlitby církve, která byla ve středověku určena primárně řeholnictvu a kněžím, mariánské hodinky se naproti tomu měli modlit primárně laici (ale i kněží jako doplněk k povinné denní modlitbě církve), ať již latinsky nebo v národním jazyce. Mariánské hodinky byly také ústřední pobožností některých laických zbožných sdružení a terciářů, zvláště dominikánských.
Ze středověku máme doloženo mnoho rukopisů mariánských hodinek, obvykle ve spojení s některými dalšími modlitbami, jsou psány v latině nebo v národním jazyce, a, zvláště ty určené pro šlechtu, nádherně zdobené iluminacemi. Některé z těchto knih hodinek patří k nejkrásnějším středověkým rukopisům a skvostům gotického výtvarného umění, např. Přebohaté hodinky vévody z Berry.
Po vzoru mariánských hodinek se rozvinuly i podobné votivní hodinky, strukturované po vzoru mariánských, např. svatodušní hodinky, hodinky k Nejsvětější Svátosti oltářní, k Nejsvětějšímu Srdci Ježíšovu, k různým svatým a podobně.
Mariánské hodinky značně ztratily na popularitě po 2. vatikánském koncilu, kdy byl upravený, silně zkrácený, zjednodušený a do lidového jazyka přeložený breviář zpřístupněn a doporučen také laikům, a velmi rychle se mezi ně rozšířil, existují však i adaptace ve struktuře pokoncilní liturgie.